# Des Walker
Desmond Sinclair Walker (ur. 26 listopada 1965 w Hackney) – angielski piłkarz, reprezentant kraju grający na pozycji pomocnika.

## Kariera klubowa
Walker urodził się w Hackney. W wieku 15 lat dołączył do drużyny młodzieżowej ówczesnego zdobywcy Pucharu Europy Nottingham Forest. W pierwszej drużynie zadebiutował w 1984. W barwach Nottingham Forest dwukrotnie zdobył Puchar Ligi Angielskiej w sezonach 1988/89, 1989/90, oraz dotarł do finału tych rozgrywek w sezonie 1991/92. Forest wygrało z Walkerem w składzie także Full Members Cup w sezonach 1988/89 i 1991/92. Forest dotarło także do finału Pucharu Anglii w sezonie 1990/91, ale przegrało z Tottenhamem 1:2, a Walker strzelił w tamtym spotkaniu bramkę samobójczą. Przez 8 lat gry w Nottingham wystąpił w 264 spotkaniach, strzelając jedną bramkę (przeciwko Luton).
Po Mistrzostwach Europy 1992, UC Sampdoria, która w sezonie 1991/92 dotarła do finału Pucharu Europy, zapłaciła za niego 1,5 miliona funtów. Trener Sampdorii Sven-Göran Eriksson 30 razy wystawiał zawodnika w składzie na mecze ligowe Serie A.
Po rocznym epizodzie we Włoszech, Walker powrócił do Anglii, gdzie został piłkarzem Sheffield Wednesday. Klub z Sheffield zapłacił Sampdorii 2,7 miliona funtów. Walker przez 8 lat gry dla Wednesday wystąpił w 309 spotkaniach, po czym powrócił do 9 latach przerwy do Nottingham Forest. Po 3 sezonach i 57 spotkaniach na boiskach Division One, w 2004 zakończył karierę piłkarską.
| Sezon     | Klub                | Kraj   | Rozgrywki      | Mecze | Bramki |
| --------- | ------------------- | ------ | -------------- | ----- | ------ |
| 1983/84   | Nottingham Forest   | Anglia | First Division | 4     | 0      |
| 1984/85   | Nottingham Forest   | Anglia | First Division | 3     | 0      |
| 1985/86   | Nottingham Forest   | Anglia | First Division | 39    | 0      |
| 1986/87   | Nottingham Forest   | Anglia | First Division | 41    | 0      |
| 1987/88   | Nottingham Forest   | Anglia | First Division | 35    | 0      |
| 1988/89   | Nottingham Forest   | Anglia | First Division | 34    | 0      |
| 1989/90   | Nottingham Forest   | Anglia | First Division | 38    | 0      |
| 1990/91   | Nottingham Forest   | Anglia | First Division | 37    | 0      |
| 1991/92   | Nottingham Forest   | Anglia | First Division | 33    | 1      |
| 1992/93   | UC Sampdoria        | Włochy | Serie A        | 30    | 0      |
| 1993/94   | Sheffield Wednesday | Anglia | Premier League | 42    | 0      |
| 1994/95   | Sheffield Wednesday | Anglia | Premier League | 38    | 0      |
| 1995/96   | Sheffield Wednesday | Anglia | Premier League | 36    | 0      |
| 1996/97   | Sheffield Wednesday | Anglia | Premier League | 36    | 0      |
| 1997/98   | Sheffield Wednesday | Anglia | Premier League | 38    | 0      |
| 1998/99   | Sheffield Wednesday | Anglia | Premier League | 37    | 0      |
| 1999/2000 | Sheffield Wednesday | Anglia | Premier League | 37    | 0      |
| 2000/01   | Sheffield Wednesday | Anglia | Division One   | 43    | 0      |
| 2002/03   | Nottingham Forest   | Anglia | Division One   | 31    | 0      |
| 2003/04   | Nottingham Forest   | Anglia | Division One   | 25    | 0      |
| 2004/05   | Nottingham Forest   | Anglia | Division One   | 1     | 0      |

## Kariera reprezentacyjna
Walker zadebiutował w drużynie narodowej 14 września 1988 w meczu przeciwko reprezentacji Danii, wygranym 1:0.
Został powołany na rozgrywane we Włoszech Mistrzostwa Świata 1990, podczas których Anglia zajęła 4. miejsce. Walker zagrał na turnieju łącznie w siedmiu spotkaniach: trzech grupowych przeciwko Irlandii, Holandii oraz Egiptowi. Zagrał także w spotkaniach fazy pucharowej z Belgią, Kamerunem i RFN. Wystąpił również w przegranym 1:2 meczu o 3. miejsce z gospodarzami turnieju Włochami.
Dwa lata później zagrał na Mistrzostwach Europy, podczas których wystąpił w trzech spotkaniach grupowych z Danią, Francją i gospodarzami turnieju Szwecją.
Po tym turnieju Walker zagrał m.in. w 8 spotkaniach eliminacyjnych do Mistrzostw Świata 1994, na które Anglicy ostatecznie nie awansowali. Po raz ostatni w drużynie narodowej Walker zagrał 17 listopada 1993 w meczu przeciwko reprezentacji Danii, wygranym 7:1. Łącznie Desmond Walker w latach 1988–1993 wystąpił w 59 spotkaniach reprezentacji Anglii.
| Mecze i gole w reprezentacji | Mecze i gole w reprezentacji | Mecze i gole w reprezentacji | Mecze i gole w reprezentacji | Mecze i gole w reprezentacji | Mecze i gole w reprezentacji | Mecze i gole w reprezentacji |
| #                            | Data                         | Miasto                       | Przeciwnik                   | Gol                          | Wynik                        | Rozgrywki                    |
| ---------------------------- | ---------------------------- | ---------------------------- | ---------------------------- | ---------------------------- | ---------------------------- | ---------------------------- |
| 1.                           | 14.09.1988                   | Londyn                       | Dania                        |                              | 1:0                          | towarzyski                   |
| 2.                           | 19.10.1988                   | Londyn                       | Szwecja                      |                              | 0:0                          | El. MŚ 1990                  |
| 3.                           | 08.02.1989                   | Marousi                      | Grecja                       |                              | 2:1                          | towarzyski                   |
| 4.                           | 08.03.1989                   | Tirana                       | Albania                      |                              | 2:0                          | El. MŚ 1990                  |
| 5.                           | 26.04.1989                   | Londyn                       | Albania                      |                              | 5:0                          | El. MŚ 1990                  |
| 6.                           | 23.05.1989                   | Londyn                       | Chile                        |                              | 0:0                          | towarzyski                   |
| 7.                           | 27.05.1989                   | Glasgow                      | Szkocja                      |                              | 2:0                          | towarzyski                   |
| 8.                           | 03.06.1989                   | Londyn                       | Polska                       |                              | 3:0                          | El. MŚ 1990                  |
| 9.                           | 07.06.1989                   | Kopenhaga                    | Dania                        |                              | 1:1                          | towarzyski                   |
| 10.                          | 06.09.1989                   | Solna                        | Szwecja                      |                              | 0:0                          | El. MŚ 1990                  |
| 11.                          | 11.10.1989                   | Chorzów                      | Polska                       |                              | 0:0                          | El. MŚ 1990                  |
| 12.                          | 15.11.1989                   | Londyn                       | Włochy                       |                              | 0:0                          | towarzyski                   |
| 13.                          | 13.12.1989                   | Londyn                       | Jugosławia                   |                              | 2:1                          | towarzyski                   |
| 14.                          | 28.03.1990                   | Londyn                       | Brazylia                     |                              | 1:0                          | towarzyski                   |
| 15.                          | 25.04.1990                   | Londyn                       | Czechosłowacja               |                              | 4:2                          | towarzyski                   |
| 16.                          | 15.05.1990                   | Londyn                       | Dania                        |                              | 1:0                          | towarzyski                   |
| 17.                          | 22.05.1990                   | Londyn                       | Urugwaj                      |                              | 1:2                          | towarzyski                   |
| 18.                          | 02.06.1990                   | Tunis                        | Tunezja                      |                              | 1:1                          | towarzyski                   |
| 19.                          | 11.06.1990                   | Cagliari                     | Irlandia                     |                              | 1:1                          | MŚ 1990                      |
| 20.                          | 16.06.1990                   | Cagliari                     | Holandia                     |                              | 0:0                          | MŚ 1990                      |
| 21.                          | 21.06.1990                   | Cagliari                     | Egipt                        |                              | 1:0                          | MŚ 1990                      |
| 22.                          | 26.06.1990                   | Bolonia                      | Belgia                       |                              | 1:0                          | MŚ 1990                      |
| 23.                          | 01.07.1990                   | Neapol                       | Kamerun                      |                              | 3:2                          | MŚ 1990                      |
| 24.                          | 04.07.1990                   | Turyn                        | RFN                          |                              | 1:1                          | MŚ 1990                      |
| 25.                          | 07.07.1990                   | Bari                         | Włochy                       |                              | 1:2                          | MŚ 1990                      |
| 26.                          | 12.09.1990                   | Londyn                       | Węgry                        |                              | 1:0                          | towarzyski                   |
| 27.                          | 17.10.1990                   | Londyn                       | Polska                       |                              | 2:0                          | El. ME 1992                  |
| 28.                          | 14.11.1990                   | Dublin                       | Irlandia                     |                              | 1:1                          | El. ME 1992                  |
| 29.                          | 06.02.1991                   | Londyn                       | Kamerun                      |                              | 2:0                          | towarzyski                   |
| 30.                          | 27.03.1991                   | Londyn                       | Irlandia                     |                              | 1:1                          | El. ME 1992                  |
| 31.                          | 01.05.1991                   | Izmir                        | Turcja                       |                              | 1:0                          | El. ME 1992                  |
| 32.                          | 25.05.1991                   | Londyn                       | Argentyna                    |                              | 2:2                          | towarzyski                   |
| 33.                          | 01.06.1991                   | Sydney                       | Australia                    |                              | 1:0                          | towarzyski                   |
| 34.                          | 03.06.1991                   | Auckland                     | Nowa Zelandia                |                              | 1:0                          | towarzyski                   |
| 35.                          | 08.06.1991                   | Wellington                   | Nowa Zelandia                |                              | 2:0                          | towarzyski                   |
| 36.                          | 12.06.1991                   | Kuala Lumpur                 | Federacja Malajska           |                              | 4:2                          | towarzyski                   |
| 37.                          | 16.10.1991                   | Londyn                       | Turcja                       |                              | 1:0                          | El. ME 1992                  |
| 38.                          | 13.11.1991                   | Poznań                       | Polska                       |                              | 1:1                          | El. ME 1992                  |
| 39.                          | 19.02.1992                   | Londyn                       | Francja                      |                              | 2:0                          | towarzyski                   |
| 40.                          | 25.03.1992                   | Praga                        | Czechosłowacja               |                              | 2:2                          | towarzyski                   |
| 41.                          | 29.04.1992                   | Moskwa                       | WNP                          |                              | 2:2                          | towarzyski                   |
| 42.                          | 12.05.1992                   | Budapeszt                    | Węgry                        |                              | 1:0                          | towarzyski                   |
| 43.                          | 17.05.1992                   | Londyn                       | Brazylia                     |                              | 1:1                          | towarzyski                   |
| 44.                          | 03.06.1992                   | Helsinki                     | Finlandia                    |                              | 2:1                          | towarzyski                   |
| 45.                          | 11.06.1992                   | Malmö                        | Dania                        |                              | 0:0                          | ME 1992                      |
| 46.                          | 14.06.1992                   | Malmö                        | Francja                      |                              | 0:0                          | ME 1992                      |
| 47.                          | 17.06.1992                   | Solna                        | Szwecja                      |                              | 1:2                          | ME 1992                      |
| 48.                          | 09.09.1992                   | Santander                    | Hiszpania                    |                              | 0:1                          | towarzyski                   |
| 49.                          | 14.10.1992                   | Londyn                       | Norwegia                     |                              | 1:1                          | El. MŚ 1994                  |
| 50.                          | 18.11.1992                   | Londyn                       | Turcja                       |                              | 4:0                          | El. MŚ 1994                  |
| 51.                          | 17.02.1993                   | Londyn                       | San Marino                   |                              | 6:0                          | El. MŚ 1994                  |
| 52.                          | 31.03.1993                   | Izmir                        | Turcja                       |                              | 2:0                          | El. MŚ 1994                  |
| 53.                          | 28.04.1993                   | Londyn                       | Holandia                     |                              | 2:2                          | El. MŚ 1994                  |
| 54.                          | 29.05.1993                   | Chorzów                      | Polska                       |                              | 1:1                          | El. MŚ 1994                  |
| 55.                          | 02.06.1993                   | Oslo                         | Norwegia                     |                              | 0:2                          | El. MŚ 1994                  |
| 56.                          | 09.06.1993                   | Foxborough                   | Stany Zjednoczone            |                              | 0:2                          | towarzyski                   |
| 57.                          | 13.06.1993                   | Waszyngton                   | Brazylia                     |                              | 1:1                          | towarzyski                   |
| 58.                          | 19.06.1993                   | Pontiac                      | Niemcy                       |                              | 1:2                          | towarzyski                   |
| 59.                          | 17.11.1993                   | Bolonia                      | San Marino                   |                              | 7:1                          | El. MŚ 1994                  |

## Sukcesy
Nottingham Forest
- Puchar Ligi Angielskiej (2): 1988/89, 1989/90
- Full Members Cup (2): 1988/89, 1991/92
- Finał Pucharu Anglii (1): 1990/91
- Finał Pucharu Ligi Angielskiej (1): 1991/92